# 矢内賢二
矢内 賢二（やない けんじ、1970年 - ）は、日本の歌舞伎研究者、歌舞伎評論家。明治大学教授。
幕末から明治期の歌舞伎を中心とする日本芸能史・文化史を研究。

## 略歴
徳島県生まれ。徳島文理高校卒、1993年東京大学文学部国文科卒、日本芸術文化振興会（国立劇場）勤務、2010年東大大学院文化資源学専攻博士課程修了、「明治期歌舞伎と出版メディアの研究」で文学博士。2011年京都造形芸術大学特任准教授、2013年立正大学文学部准教授、2015年国際基督教大学准教授。2021年明治大学文学部教授。
2009年『明治キワモノ歌舞伎 空飛ぶ五代目菊五郎』で第31回サントリー学芸賞、小学館サライ大賞受賞。

## 著書
- 『空飛ぶ五代目菊五郎 明治キワモノ歌舞伎』（白水社） 2009
- 『明治の歌舞伎と出版メディア』（ぺりかん社） 2011
- 『歌舞伎』（偕成社、日本の伝統芸能を楽しむ） 2017
- 『ちゃぶ台返しの歌舞伎入門』（新潮選書） 2017

### 編著
- 『明治、このフシギな時代』（編、新典社選書） 2016 - 2017

## 論文
- ＜矢内賢二